# Louis Agassiz
Jean Louis Rodolphe Agassiz (ur. 28 maja 1807 w Môtier, Szwajcaria, zm. 14 grudnia 1873 w Cambridge, Massachusetts, Stany Zjednoczone) – szwajcarsko-amerykański naukowiec: zoolog, paleontolog, geolog i glacjolog. Laureat Medalu Copleya oraz Pour le Mérite za Naukę i Sztukę.

## Kariera naukowa
Od 1832 r. profesor uniwersytetu w Neuchâtel w Szwajcarii, od 1846 uniwersytetu Harvarda w Cambridge. Założyciel Muzeum Zoologii Porównawczej w Cambridge. Przeciwnik darwinizmu. Przyczynił się do rozwoju systematyki kopalnych mięczaków i ryb. Uważał, że gatunki nie ulegały przekształceniu, ale były niszczone w kolejnych katastrofach. Jako pierwszy rozpowszechnił hipotezę stworzoną przez Jensa Esmarka o istnieniu wielkiego zlodowacenia w czwartorzędzie. Był rasistą; uważał, że poszczególne rasy ludzkie wywodzą się od różnych przodków (poligenizm), przy czym tylko biała pochodzi od Adama. W latach 1865 i 1871 odbył ekspedycje naukowe do Ameryki Południowej.

## Życiorys

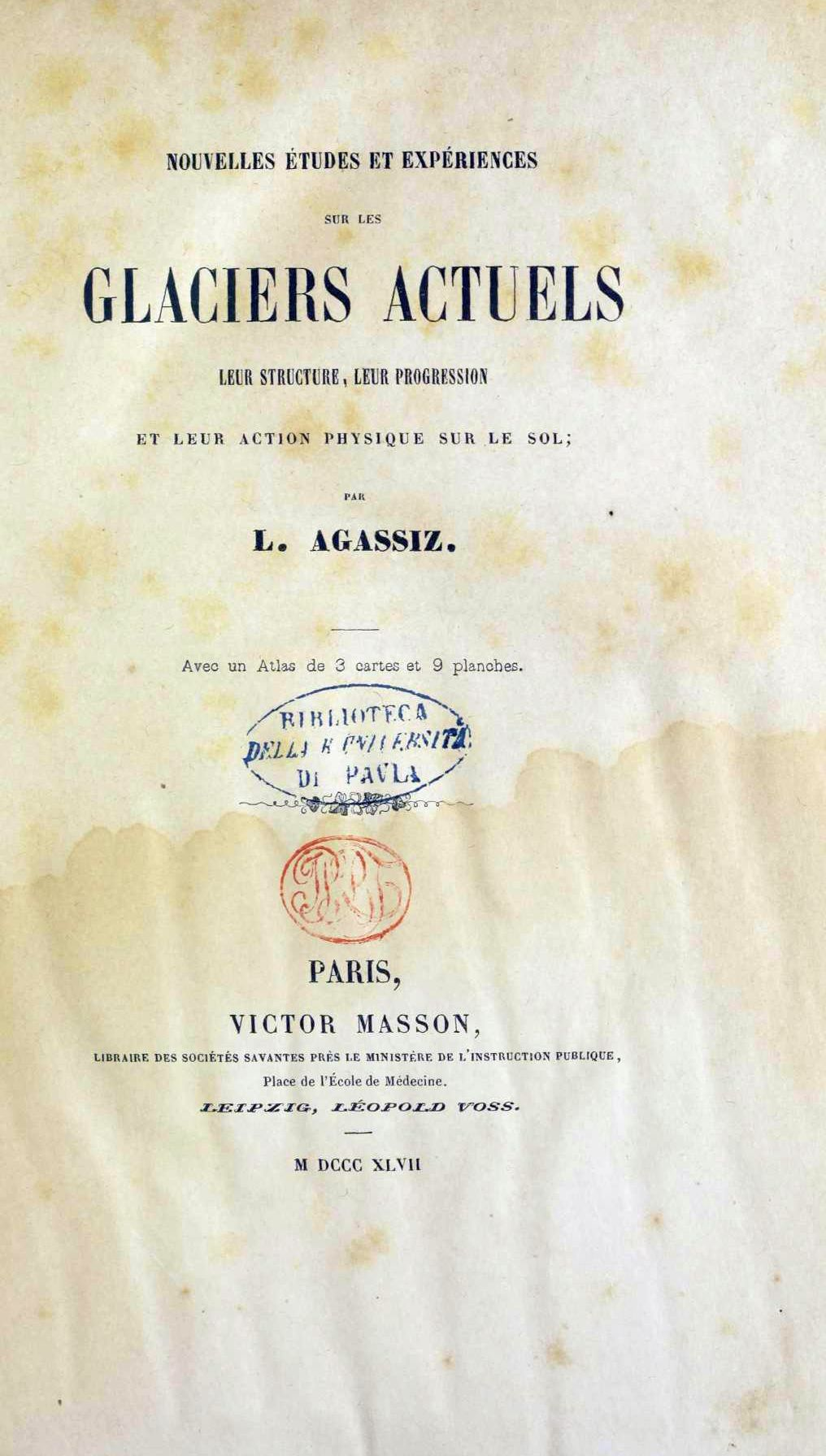
Nouvelles études et expériences sur les glaciers actuels, 1847

Urodził się jako Jean Louis Rodolphe Agassiz w miejscowości Môtier we francuskojęzycznym kantonie Neuchâtel, jako syn Rodolphe Agassiza, pastora protestanckiego i Rose Mayor. Edukację rozpoczął w szkołach elementarnych w Biel i Lozannie. Louis wcześnie odrzucił presję rodziny, aby zostać biznesmenem i planował poświęcić się profesjonalnemu badaniu przyrody. Następnie studiował medycynę na uniwersytetach w Zurychu, Heidelbergu i Monachium. Przepowiedział, że w wieku 21 lat stanie się pierwszym przyrodnikiem swoich czasów, dobrym obywatelem i dobrym synem… Czuję w sobie siłę całego pokolenia do pracy w tym celu. W 1829 r. otrzymał tytuł doktora filozofii uniwersytetu w Erlangen, w 1830 r. doktora medycyny na uniwersytecie w Monachium. Od 1846 r. przebywał w USA, gdzie wyjechał dzięki jednorazowemu stypendium króla pruskiego; został obywatelem amerykańskim oraz profesorem zoologii i geologii na Uniwersytecie Harvarda w Cambridge.
Dwukrotnie żonaty: z Cécile Braun (1832-1848, od 1845 r. w separacji) i Elizabeth Cabot Cary (od 1850 r.). Pierwszy związek przyniósł mu dwie córki i syna.
Na jego cześć nazwano plejstoceńskie Jezioro Agassiz.
W XIX wieku wykłady Agassiza Plan stworzenia. Odczyty o podstawach przyrodzonych powinowactwa ze zwierzętami na język polski przetłumaczył Karol Jurkiewicz, a wydał je Maurycy Orgelbrand w Warszawie w 1876 roku.